# Vallée (affluent de la Nauze)
Pour les articles homonymes, voir Vallée (homonymie).
La Vallée est un ruisseau français, affluent de la Nauze et sous-affluent de la Dordogne, qui coule dans le département de la Dordogne.

## Géographie
La Vallée prend sa source en Dordogne, à près de 190 mètres d'altitude, sur la commune de Saint-Laurent-la-Vallée, un kilomètre au nord-ouest du bourg, au sud du lieu-dit Rodecin.
Elle borde Grives et conflue avec la Nauze en rive droite sur la commune de Siorac-en-Périgord, un kilomètre et demi au sud-est du bourg.
Sa longueur est de 11,3 km.

## Risque inondation
À l'intérieur du département de la Dordogne, un plan de prévention du risque inondation (PPRI) a été approuvé en 2011 pour la Dordogne amont incluant le tronçon terminal de la Vallée long de 600 mètres, sur la commune de Siorac-en-Périgord,.

### Articles connexes

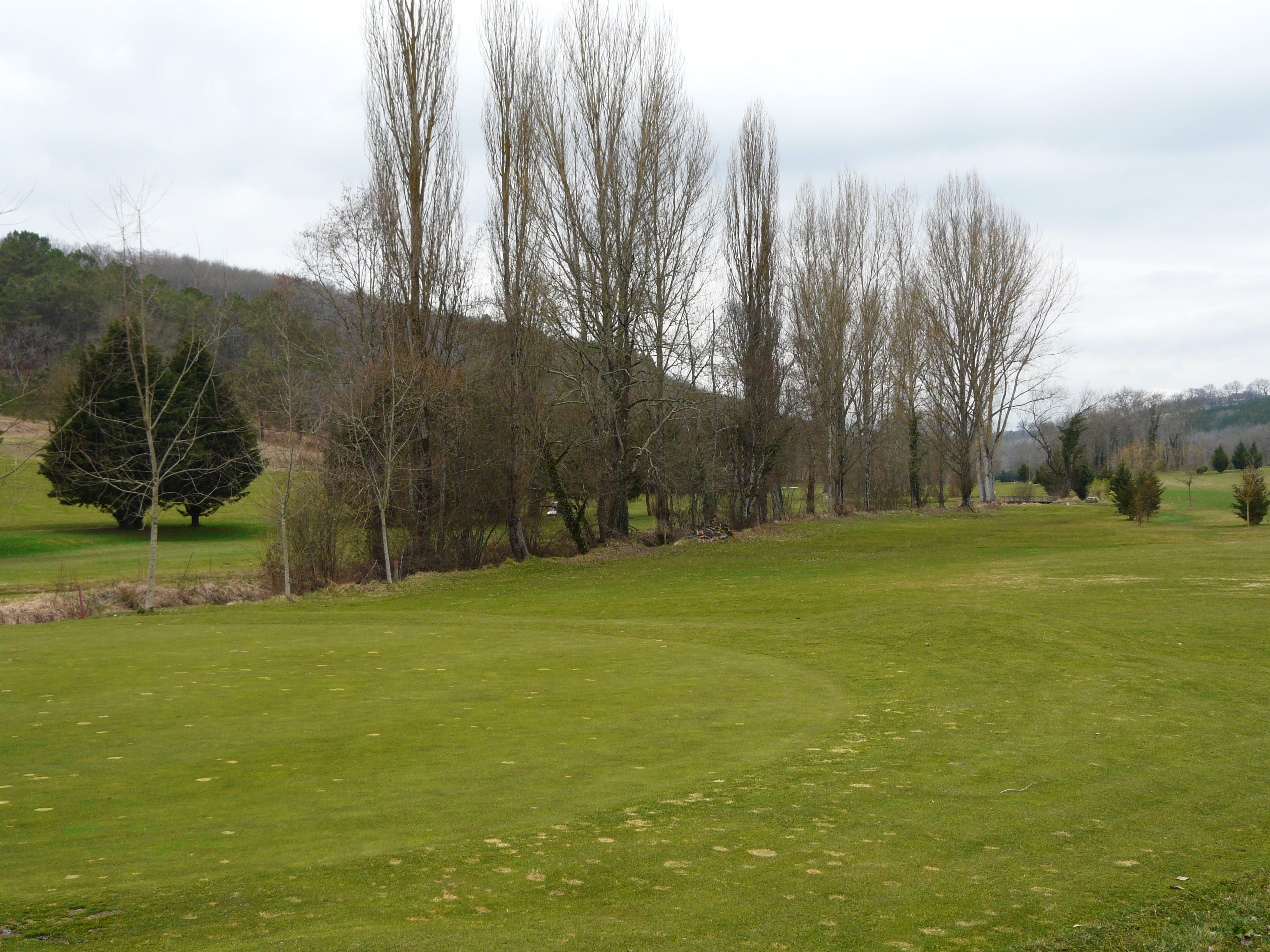
Au milieu du terrain de golf de Sagelat, un mince rideau de peupliers marque la présence de la Vallée.